# منصور النعیمی
منصور النعیمی (عربی: منصور غامل النعيمي؛ زادهٔ ۱۳ فوریهٔ ۱۹۸۹) بازیکن فوتبال اهل عمان است.
از باشگاه‌هایی که در آن بازی کرده‌است می‌توان به باشگاه فوتبال النهده عمان اشاره کرد.
وی همچنین در تیم‌های ملی فوتبال زیر ۲۳ سال عمان و عمان بازی کرده‌است.